# Звук магије (манхва)
Звук магије (кореј. 안나라수마나라) јесте вебтун и манхва коју је написао и илустровао Илквон Ха. Објављивала се 2010. године на платформи . Поглавља су сакупљена у три тома.
Издавачка кућа Најкула преводи Звук магије на српски језик од 2024. године.

## Радња
Драма о пунолетству и девојци која упознаје незрелог мађионичара.

## Франшиза

### Манхва
Вебтун, односно манхву, Звук магије написао је илустровао Илквон Ха. Оригинално се серијализовала од 2. јула до 31. децембра 2010. године на платформи . Поглавља су 22. јула исте године сакупљена у три тома. Штампу је радила издавачка кућа Sodam.
У Србији, издавачка кућа Најкула је поводом свог трећег рођендана 2024. године најавила превод Звук магије на српски језик.

#### Списак томова
| Бр. | Првобитни датум издања | Првобитни      | Датум издања на српском | на српском |
| --- | ---------------------- | -------------- | ----------------------- | ---------- |
| 1   | 4. јул 2011.           | 978-8973816538 | —                       | —          |
| 2   | 22. јул 2011.          | 978-8973816545 | —                       | —          |
| 3   | 22. јул 2011.          | 978-8973816552 | —                       | —          |

## Спољашњи извори
- Одељак о стрипу на вебсајту MyAnimeList (језик: енглески)